# Krosnowice

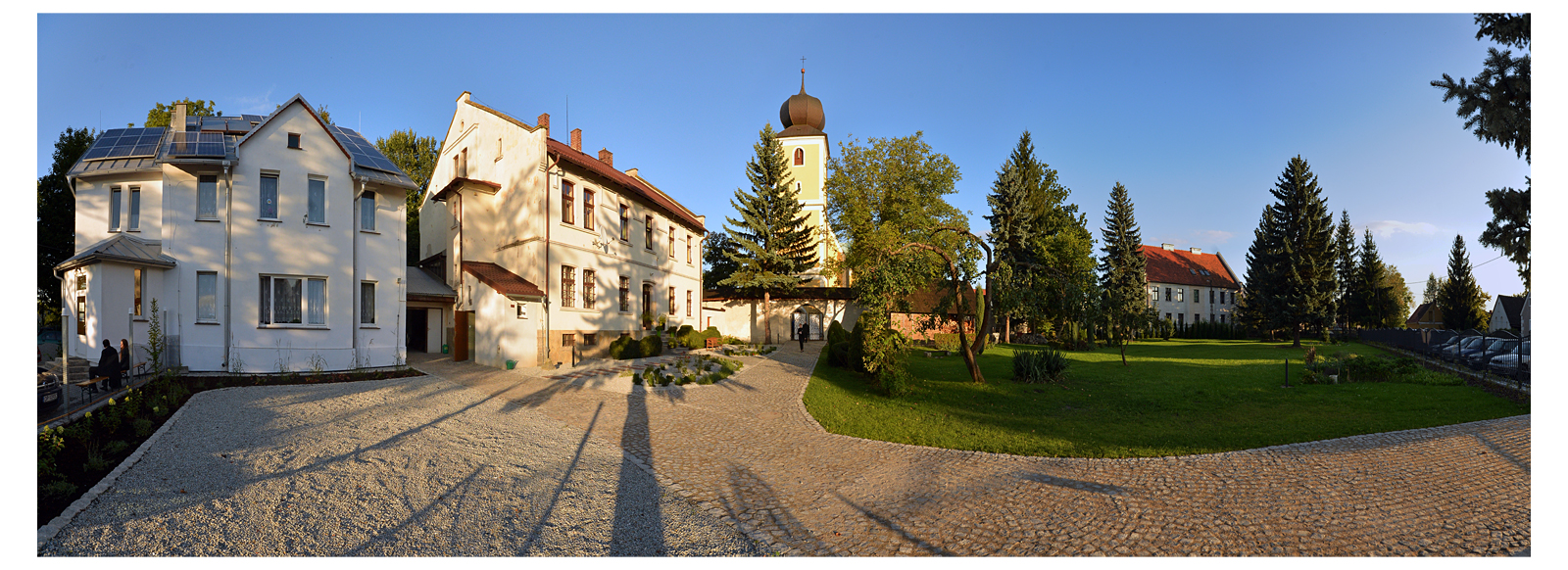
Pfarrkirche St. Jakobus

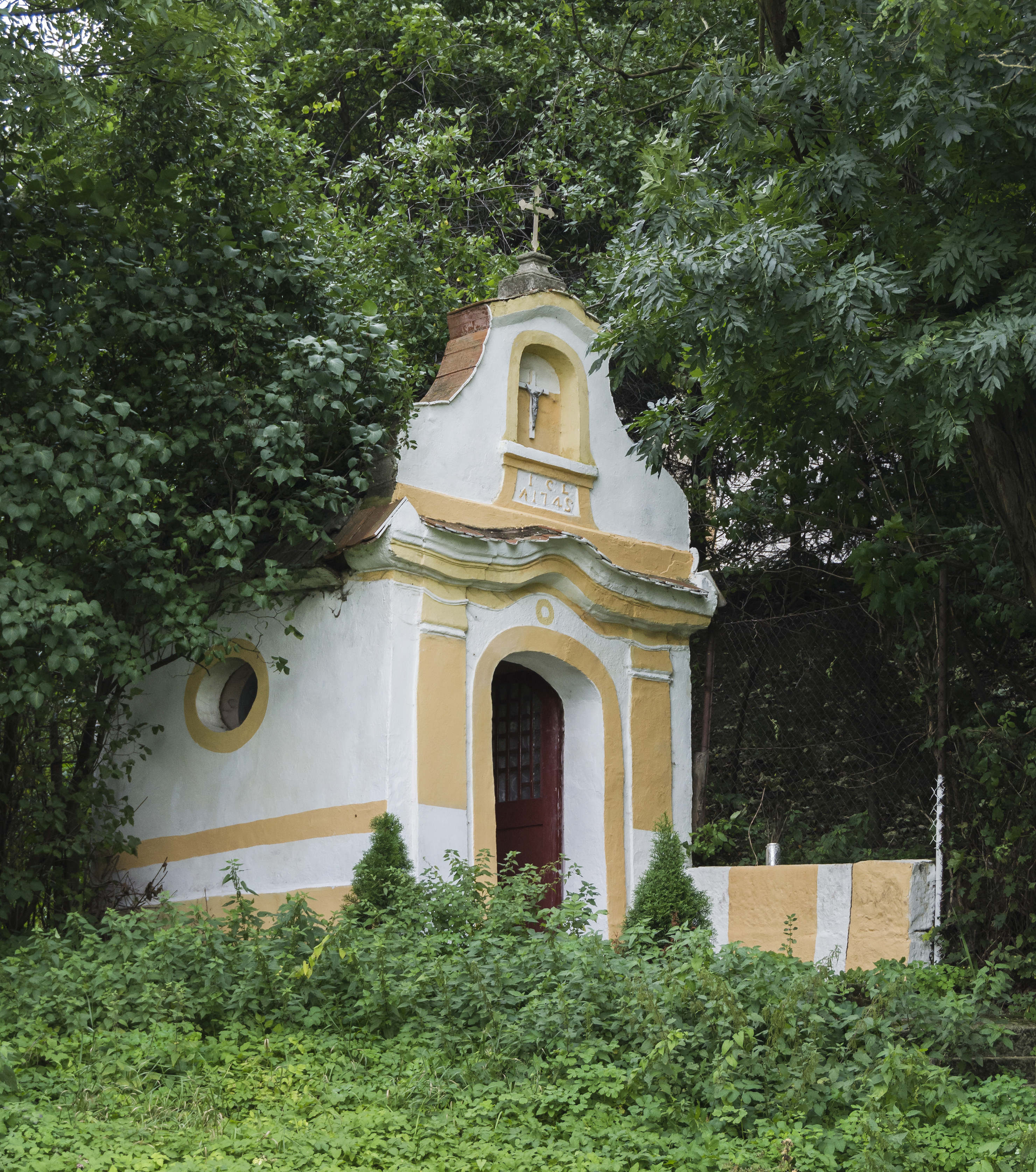
Kapelle

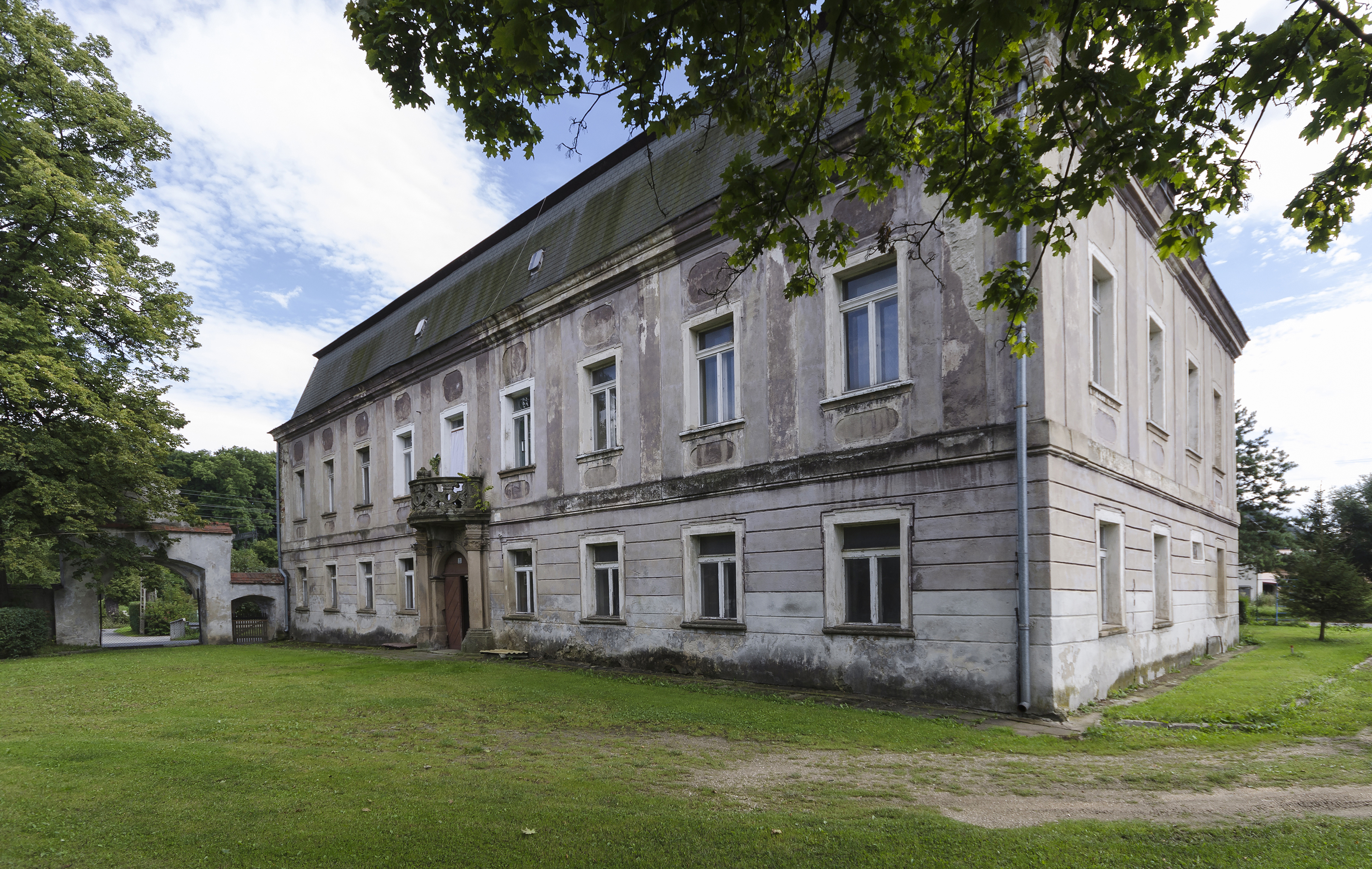
Schloss

Krosnowice (deutsch: Rengersdorf; tschechisch Rankéřov) ist ein Ort in der Landgemeinde Kłodzko im Powiat Kłodzki der Wojewodschaft Niederschlesien in Polen. Es liegt sechs Kilometer südlich von Kłodzko (Glatz).

## Geographie
Krosnowice liegt im Tal der Glatzer Neiße. Nachbarorte sind Pilcz (Piltsch) und Kłodzko im Norden, Jaszkowa Dolna (Niederhannsdorf) im Nordosten, Marcinów (Märzdorf) im Südosten, Żelazno (Eisersdorf) im Süden, Topolice (Aspenau) und Starków (Altbatzdorf) im Südwesten, Stary Wielisław (Altwilmsdorf) und Stary Wielisław Dolny (Niederaltwilmsdorf) im Nordwesten. Westlich liegt der 400 m hohe Berg Polana (Plattenhübel).

## Geschichte
Rengersdorf wurde vermutlich nach seinem Lokator Renger benannt und erstmals 1326 als „Ringirsdorf“ bzw. „Rengerzdorf“ erwähnt. In diesem Jahre erteilten der Patriarch von Grado und zwölf Bischöfe mit einem in Avignon ausgefertigten Ablassbrief all jenen Gläubigen einen 40-tägigen Sündennachlass, welche die Kirche St. Jakob in Rengersdorf und deren Filialkirche des hl. Jakob in Eisersdorf an bestimmten Festtagen besuchten und dort den Messen und Predigten beiwohnten. Daraus ergibt sich, dass es in diesem Jahr bereits Pfarrort mit mehreren Filialkirchen war. Auch ein Herrensitz ist für dieses Jahr nachgewiesen. Als weitere Schreibweisen des Ortsnamens sind für 1363 „Rengeri villa“, für 1369 „Reyngersdorf“, für 1386 Regensdorf und für 1396 „Reygensdorf“ belegt. Rengersdorf gehörte seit ältesten Zeiten zum Glatzer Land, mit dem es die Geschichte seiner politischen und kirchlichen Zugehörigkeit teilte. Es bestand aus mehreren Anteilen, die zumeist an verschiedene Besitzern als Lehen vergeben waren.
Hauptgut war der Dominialanteil, der zunächst als das Steingut oder der Mittelhof, später als Schlosshof bezeichnet wurde. Dieser war ein erblicher Rittersitz, zu dem die Ober- und Niedergerichte, das Jagdrecht und das Patronat über die Pfarrkirche gehörten. Er gehörte bis ins 17. Jahrhundert den aus Böhmen stammenden Herren von Pannwitz (Panevicz). Der älteste namentlich bekannte Besitzer war 1327 Wolfram von Pannwitz. Dieser erhielt in diesem Jahr zusammen mit seinen Brüdern Titzko und Mathias vom böhmischen König Johann von Luxemburg das Patronatsrecht über die Rengersdorfer Pfarrkirche zugewiesen. 1341–1346 bekleidete er das Amt des Glatzer Burggrafen. Für 1411 ist Hans I. und für 1454 Hans II. von Pannwitz nachgewiesen. Diesem gehörten auch der Vorder- und Hinterhof sowie die meisten Bauern und Gärtner von Rengersdorf, außerdem Albendorf. 1484 erwarb er auch das Rengersdorfer Freirichtergut. Dessen Söhne Otto und Johannes d. J. teilten 1494 den ererbten Besitz. Den Vorder- und Schlosshof sowie das Dorf Glasendorf erbte Otto, der die Rengersdorfer Linie der Pannwitz begründete, die 1768 mit dem Königgrätzer Domherrn Johann Franz von Pannwitz erlosch.
1506 verkaufte Otto von Pannwitz die Freirichterei, 1507 das Dorf Glasendorf. 1539 war der Schlosshof im Besitz von dessen Enkel Christoph († 1574), der mit Walburga von Haugwitz aus Birgwitz verheiratet war. Deren Sohn Otto erkaufte 1585 das Gut Niedermärzdorf. Sein gleichnamiger Sohn erwarb zu den ererbten Gütern in Rengersdorf und Niedermärzdorf wiederum das Freirichtergut. Wegen seiner Beteiligung am Böhmischen Ständeaufstand 1618 verlor er nach der Eroberung der Grafschaft Glatz durch die Kaiserlichen 1622 die Obergerichte sowie das Patronat über die Pfarrkirche, deren Pfarrer der Dechant Hieronymus Keck war. Nach dem Tod Ottos von Pannwitz 1624 verloren seine Söhne Otto, Christoph und Dietrich zunächst alle Güter. Nachdem sie zum Katholizismus konvertierten, erhielten sie die konfiszierten Güter zurück. Da sie die auferlegten Strafgelder nicht aufbringen konnten, traten sie den zum Schlosshof gehörenden „Aspenbusch“ an die königliche Kammer ab, die 1698 auf diesem Gebiet das Kammerdorf Aspenau anlegte. Nachdem Otto und Christoph ohne männliche Nachkommen starben, war Dietrich ab 1660 alleiniger Besitzer des Lehngutes. Die Allodialgüter wurden zunächst beschlagnahmt und 1662 meistbietend an Gualter Ambros Wolter von Liebenfeld, Physicus der Grafschaft, verkauft. Nach dessen Tod 1678 verkauften seine Erben den Schlosshof der Witwe Barbara Helena von Pannwitz geborene von Schenkendorf, als Vormünderin ihrer Söhne Hans Heinrich und Hans Dietrich, denen schon der Ober- und Niederhof gehörten. Diese übernahmen nach erlangter Volljährigkeit 1686 die Besitzungen gemeinschaftlich. 1710 erwarb die verschuldeten Güter Maria Karolina von Herberstein, geborene von Zierotin. Nach deren Tod 1719 erbte die Güter ihr Sohn Johann Anton von Herberstein, der jedoch schon am 6. Juli 1720 in Prag verstarb. Erbin wurde seine Witwe Maria Antonia von Liechtenstein. Diese verehelichte sich 1721 mit dem Reichsgrafen Franz Leopold Wilhelm von Waldstein und verkaufte ihr Gut in Rengersdorf dem kaiserlichen Kommandanten der Festung Glatz sowie Landeshauptmann der Grafschaft Glatz, Karl Maximilian Mitrowsky von Nemischel. Dieser errichtete 1729–1730 das Rengersdorfer Schloss und ließ die bisherigen herrschaftlichen Wohngebäude abtragen. Nach seinem Tod übernahm dessen Gut seine Frau Maria Anna, geb. Reichsgräfin von Wallis aus Kunzendorf als Vormündin für den unmündigen Sohn Franz Paul Mitrowsky von Nemischel. Dieser übernahm das väterliche Gut 1755 nach erlangter Volljährigkeit. Er war mit Maria Eleonora von Frobel aus Neuwaltersdorf verheiratet und starb 1765.
Nach dem Ersten Schlesischen Krieg 1742 und endgültig mit dem Hubertusburger Frieden 1763 kam Rengersdorf zusammen mit der Grafschaft Glatz an Preußen. Da das Gut nach dem Tod des Franz Paul von Mitrowsky wiederum hoch verschuldet war, ersteigerte es 1769 der Reichsgraf Johann Gundacker von Herberstein auf Grafenort, verkaufte es jedoch schon 1770 dem königlich preußischen Landrat Karl Wenzel von Prittwitz. Von diesem erwarb es 1778 die Witwe Franziska Reichsgräfin von Schlegenberg, die zehn Jahre später vom königlichen Schulamt auch den ehemals jesuitischen Besitz in Altbatzdorf erwarb.
Nach der Neugliederung Preußens gehörte Rengersdorf ab 1815 zur Provinz Schlesien und war ab 1816 dem Landkreis Glatz eingegliedert, mit dem es bis 1945 verbunden blieb. Mitte des 19. Jahrhunderts errichtete der Industrielle Hermann Dietrich Lindheim eine Textilfabrik, in der 750 Arbeiter Beschäftigung fanden. Mit der Inbetriebnahme des Teilabschnitts der Bahnstrecke von Glatz nach Mittelwalde 1875 und der 1897 der Bieletalbahn erfolgte ein weiterer wirtschaftlicher Aufschwung.
Als Folge des Zweiten Weltkriegs fiel Rengersdorf 1945 wie fast ganz Schlesien an Polen und wurde zunächst in Rankowo und 1946 in Krosnowice umbenannt. Die deutsche Bevölkerung wurde – soweit sie nicht vorher geflohen war – vertrieben. Die neu angesiedelten Bewohner waren zum Teil Heimatvertriebene aus Ostpolen, das an die Sowjetunion gefallen war. 1975–1998 gehörte Krosnowice zur Woiwodschaft Wałbrzych (Waldenburg).
In den Jahren 1997, 2006, 2007 und 2009 wurde das Dorf von katastrophalen Überschwemmungen heimgesucht. Bis 2016 sollte deshalb ein 500 Meter langer Schutzdamm und ein Rückhaltebecken für 1,5 Mio. Kubikmeter Wasser gebaut werden. Das Rückhaltebecken soll im Bett des Duna-Bachs eingerichtet werden und 40 ha Fläche haben.

## Ignaz Reimann Festival
Seit 2007 findet in Krosnowice die Herbstsession des Albendorfer Internationalen Ignaz Reimann Festivals (neben der Sommersession in Albendorf) statt. Darauf hatten sich damals die Vertreter des Albendorfer Sanktuariums und der Albendorfer Reimann-Gesellschaft geeinigt. In dem Land, wo sich die Einflusssphären dreier Kulturen (Deutsche, Tschechen, Polen) verbinden – und dieser Umstand das Schaffen von Ignaz Reimann nachhaltig geprägt hatte – treffen sich jedes Jahr verschiedene Chöre aus Deutschland, Polen und Tschechien und manchmal auch aus weiteren Ländern, um die Werke des begnadeten Schulmeisters an seinem Schaffensort gemeinsam zu singen und sein Andenken zu feiern.

## Sehenswürdigkeiten

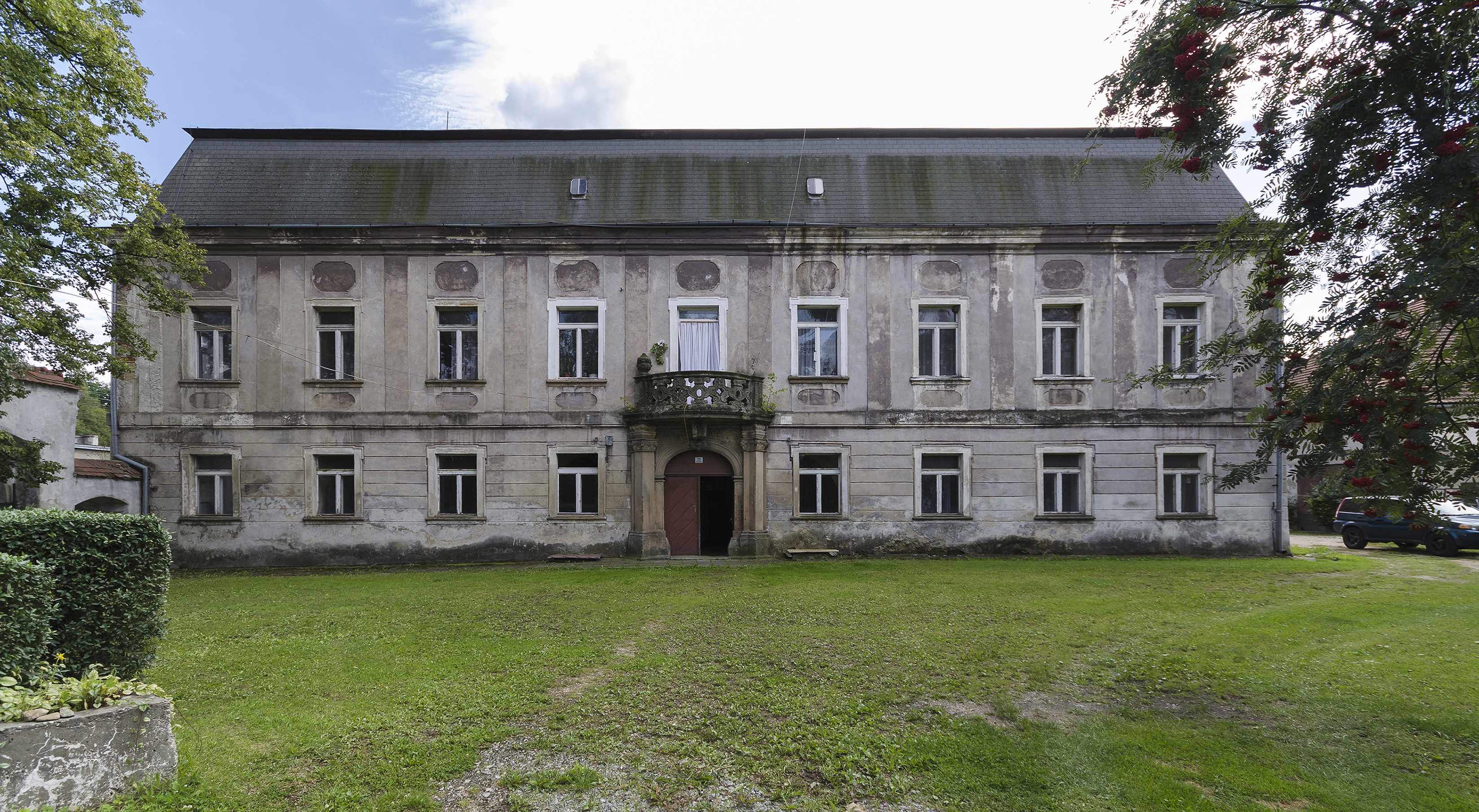
Schloss Krosnowice (Rengersdorf), 2014

- Die bereits 1326 erwähnte Pfarrkirche St. Jakobus d. Ä. (Kośćiół Św. Jakuba) war ursprünglich eine gotische Saalkirche. 1698 wurde sie verlängert und 1728–1734 barockisiert. Die Kirche besitzt eine reiche Innenausstattung: Die geschnitzte Madonna stammt aus der Zeit um 1400, das Triptychon ist von 1520. Das Taufbecken von 1590 ist mit den Wappen der Familien von Pannwitz, von Haugwitz, von Zedlitz, von Schellendorf, von Rothkirch und von Redern verziert. Michael Klahr d. Ä. werden der Hauptaltar mit Kreuzigungsgruppe sowie die architektonischen Seitenaltäre der Dreifaltigkeit und des hl. Laurentius zugeschrieben. Sein Sohn Michael Klahr d. J. schuf 1780–1790 die Kanzel sowie 1794–1802 die Figuren der hll. Franz-Xaver, Thekla und Jakobus sowie der Dreifaltigkeit. Der spätgotische Flügelaltar von 1520 zeigt die Krönung Mariens sowie die hll. Barbara und Katharina. Er wurde im 19. Jahrhundert vom Grund- und Patronatsherrn Baron Humbrecht gestiftet. Des Weiteren bewahrte die Kirche früher die um 1370 aus Lindenholz geschaffene Löwenmadonna, die sich heute im Germanischen Nationalmuseum in Nürnberg befindet[2].
- Die Kirche ist mit einer Wehrmauer aus dem 15. Jahrhundert umgeben. In dem gedeckten Gang befinden sich Flachrelief-Kreuzwegstationen von 1793 und zahlreiche Epitaphien.
- Das Beinhaus neben der Kirche stammt aus dem 18. Jahrhundert.
- Das östlich der Kirche liegende Schloss mit einem Renaissanceportal war der Herrensitz der Herren von Pannwitz. Es wurde 1729–1730 durch den Grundherrn Maximilian Mitrowsky von Nemischel neu errichtet und war seit 1821 im Besitz des Joseph Friedrich Carl Humbracht (oder Humbrecht).[3]

## Persönlichkeiten
- Johann Sigismund Werner (1491–1554), Anhänger des Kaspar Schwenckfeld, 1539–1554 Pfarrer/Prediger in Rengersdorf.
- Joseph Kögler, wirkte von 1791 bis 1807 als Kaplan in Rengersdorf.
- Franz Nitschke (1808–1883), Pfarrer von Rengersdorf, Abgeordneter im Preußischen Landtag und von 1881 bis 1883 Großdechant sowie Vikar der Grafschaft Glatz.
- Ignaz Reimann (1820–1885), wirkte in Rengersdorf als Lehrer, Kirchenmusiker und Komponist.
- Heinrich Reimann (1850–1906), Musikwissenschaftler, Organist und Komponist.
- Robert Stein (1857–1917), deutsch-amerikanischer Übersetzer, Autor und Polarforscher.
- Georg Hentschel (* 1941), emeritierter Professor für Exegese und Theologie des Alten Testaments an der Universität Erfurt.